# John Gay
John Gay (30. června 1685 Barnstaple, Devon, Anglie – 4. prosince 1732 Londýn) byl anglický básník a dramatik. Jeho nejznámějším dílem je parodická hra Žebrácká opera (The Beggar’s Opera, 1728), zhudebněná Johannem Christophem Pepuschem, v českém prostředí známá díky adaptacím Bertolda Brechta (s hudbou Kurta Weilla) a Václava Havla a také díky následné filmové adaptaci Jiřího Menzla.

## Biografie
Narodil se v anglickém městě Barnstaple, prošel tamním gymnáziem. Po opuštění školy byl dán do učení k obchodníku s hedvábím, ale unavilo ho to (jak napsal Samuel Johnson, „znechucovala ho servilita jeho profese“), takže se brzy vrátil do Barnstaplu, kde žil u svého strýce, nonkonformistického kněze. Po čase se vrátil do Londýna.
Věnování Gayova díla Venkovské kratochvíle (Rural Sports, 1713) Alexanderu Popeovi znamenalo počátek jejich pozdějšího přátelství. V roce 1714 napsal Pastýřův týden (The Shepherd's Week), sérii šesti pastorál líčících anglický venkovský život.
V roce 1715 uvedl patrně s Popeovou pomocí hru Říkejte tomu, jak chcete (What d'ye call it?), dramatickou parodii na soudobé tragédie. Publikum tuto parodii nepochopilo, takže Lewis Theobald a Benjamin Griffin museli vydat vysvětlující spis.
V roce 1716 publikoval rozsáhlou směšnohrdinskou báseň Drobnosti aneb Umění chodit londýnskými ulicemi (Trivia, or the Art of Walking the Streets of London). Obsahuje vtipné popisy Londýna oné doby. V lednu 1717 uvedl komedii Tři hodiny po svatbě (Three Hours after Marriage), která byla velmi hrubá a málo vtipná, a proto také neúspěšná.
Gay měl četné příznivce, a když v roce 1720 vydal knihu Básně k různým příležitostem (Poems on Several Occasions), kupovanou na základě předplatného, získal za ni více než tisíc liber. V témže roce však Gay na radu přátel investoval veškeré finance do projektu South Sea Company, ve kterém o všechno přišel. Měl však řadu patronů a jeho přátelé ho nenechali spadnout na dno. V roce 1727 napsal pro jednoho ze svých mecenášů slavnou knihu Padesát jedna veršovaných bajek (Fifty-one Fables in Verse), od níž si sliboval získání místa u dvora, třebaže dvorskou morálku kritizoval, a snad proto na dvoře nikdy významnější funkci nezastával.
Jistě ovšem neměl v úmyslu získat si přízeň u dvora následujícím dílem, slavným satirickým dramatem Žebrácká opera (The Beggar's Opera), inscenovaným 29. ledna 1728 divadelní společností Johna Riche. V této hře byl karikován sám tehdejší premiér Robert Walpole. Dílo je společensky-satirickou alegorií, odehrávající se v londýnském podsvětí. Některé postavy, jako vůdci zlodějských organizací Peachum a Macheath, se staly obecně známými. Hra byla mimořádně úspěšná a umožnila Gayovi stát se autorem na volné noze. V Česku je Žebrácká opera známá především díky vynikající adaptaci Václava Havla (1975), který hru výrazně aktualizoval a zironizoval. Ve světě známější je adaptace Bertolda Brechta s hudbou Kurta Weilla.
V pokračování Žebrácké opery nazvaném Polly líčí Gay další dobrodružství Polly Peachumové, ovšem inscenace této hry byla zakázána (patrně zásahem Walpola). Pro Gaye to neznamenalo žádnou ztrátu, jelikož pro hru znamenal zákaz vynikající reklamu, takže mohla být v roce 1729 publikována knižně, na čemž autor vydělal několik tisíc liber. Získala Gayovi také několik dalších mocných patronů.
John Gay zemřel 4. prosince 1732 a je pohřben ve Westminsterském opatství. Na hrobě se nachází epitaf napsaný Alexanderem Popem a Gayovo vlastní sebeironizující dvojverší:
Life is a jest, and all things show it,
I thought so once, and now I know it.
Že život žert je, ze všeho zdá se,
to jsem si myslel, teď vím to zase.